# Extraneurinales Perineuriom
Das Extraneurinale Perineuriom ist eine seltene Form eines Perineuriomes, eines meist gutartigen, von den Perineuralzellen ausgehenden Tumors (WHO Grad I–III).
Der Tumor befindet sich in den Weichteilen der Extremitäten, gerne an den Endphalangen der Finger und kann beträchtliche Schmerzen verursachen. Die Gewebestruktur erinnert an Vater-Pacini-Körperchen.
Synonyme sind: Pacini Neurofibrom; Paciniom; Pacini-Tumor; Pacini-Neurom digitales; Digitales Pacini-Neurom; Pacini-Neurofibrom; Perineurales Fibrom; Tastkörperchenneurinom

## Vorkommen und Ursachen
Diese Tumorform macht weniger als 1 % aller Nerventumore aus. Sie kann als seltene Variante eines traumatischen Neuroms angesehen werden. Meist findet sie sich bei Erwachsenen zwischen dem 50. und dem 60. Lebensjahr.
Neben einem örtlichen Trauma als Hauptursache besteht auch ein Zusammenhang mit der Neurofibromatose Typ 1.

## Therapie
Die Behandlung besteht in der Resektion.